# Liste de labels de reggae dancehall
- Don S Music Entertainment (Antilles)
- Greensleeves Records
- Jahslams
- Makasound
- Mek It Happen (Antilles)
- Penthouse Records
- RAS Records
- Soul Jazz Records
- Studio One
- Taxi Records
- Treasure Isle
- Trojan Records
- Tuff Gong Studio
- VP Records
- Wackie's
- Westindian Records (Antilles)
- X-terminator